# CODE-E
《CODE-E》是一部日本電視動畫作品，並由STUDIO DEEN製作。主要以榊一郎的原作為主，導演為加藤敏幸。第一季總共有12集，並於2007年7月3日到2007年9月23日期間播放。第二季《Mission-E》於2008年7月開始播放。

## 作品概要
海老原 千波美是個擁有因心情起伏而發出電波的能力的高中生。這電波影響到的電器物品包括手機、電視和電腦。因為她的能力致使他們一家搬了無數次的家。在2017年時，他們又搬了一次家。在這所新學校有個叫巫 光太郎的男生對海老原 千波美的能力感到特別有興趣，並開始著手研究她。但是光太郎的這個舉動卻讓他的青梅竹馬－九条 園美感到忌妒與不解。隨著劇情的發展，千波美發現她的這種能力並不是只有她一人獨享。千波美變成想控制與她有類似能力的使用者的組織的目標。而這些能力使用者被稱為TYPE-E。
在第二季中，Mission-E是CODE-E的續集，時間設置在最後一個事件發生於CODE-E的五年後。而主角換成和千波美已起在OZ工作的君塚 麻織。OZ是一個與TYPE-E能力者有好的組織。“Foundation”是與OZ對立的組織，主要是負責隔離病控制TYPE-E能力者。

## 登場人物

### CODE-E和Mission-E
海老原 千波美
CODE-E的主角。
海老原 千波美是個手腳不靈活喜歡讀書和做園藝工作的17歲少女。當她的情緒變得很激動時，她的身體擁有一種與電波有關的超能力。這個超能力使他無法碰出任何電器物品。在故事的開頭她才剛搬到城市不久，並在學校遇到一位古怪的同學－巫 光太郎。隨著劇情的發展，最後她與光太郎成為了男女朋友。
在續集Mission-E中，海老原 千波美比較會控制她自己的能力。她目前正為一個叫做Oz的組織工作，她的任務是去救其他TYPE-E能力者，使他們脫離“Foundation”的控制並教他們如何控制自己的能力。當她在與“Foundation”的人對打時，穿著一種特殊的盔甲，那種盔甲能使她的Type-E能力轉變為力量來源來打倒對方。她和光太郎仍時常以書信的方式聯絡（使用殊的的原因是：每當千波美閱讀光太房的信件時，往往情緒起伏會比較大，所以時常會用壞電器用品）。如果千波美與光太郎久久才見一次面，千波美的情緒也會起伏很大，進而引響到周邊的電器物品（例如：在第9話時，當光太郎與千波美擁抱時，Oz的直升機室因而爆炸）。在第4話中，她好像仍然保持著她那遲鈍的個性，讓麻織弄了很久才搞清楚光太郎和千波美因為太久沒見面所以需要一些兩人單獨相處的時間。在第10話中，千波美接受光太郎的求婚。
巫 光太郎（聲優：野村勝人）
CODE-E的主角。
巫 光太郎 是個科學狂熱者，對於科學所秉持的是「科學是以人為本」的信念。所以對於千波美的力量，他認為是可以擁有無限的可能性，也一定能對人有所幫助。本身對於感情的事情非常遲鈍，真正發現自己喜歡的人時，也是靠別人提醒的。
在續集Mission-E中，是作為Oz的研發員，主要的是研發Type-E的裝備，其主要目的並非為了戰鬥用，而是希望能夠透過Type-E的裝備加強其能力，進而達到治療人體的功用。(因為Type-E的能力主要是增幅神經電流並放射出去，因此理論上可以干涉他人的身體，只是因為要干涉他人的身體非常複雜所以需要透過機器輔助。)
與九條園美是青梅竹馬。
九條 園美（聲優：名塚佳織）
小松菜 圭子（聲優：桃井晴子）
CODE-E中是千波美的同班同學。
Mission-E中為高中老師，頗受學生喜愛。
齋橋 由真（聲優：水野理紗）
在CODE-EX中為TYPE-E能力者的主角。
Mission-E中在OZ工作，已戴眼鏡。
海老原 啟介（聲優：鹽屋浩三）
海老原啟介是千波美的爸爸。職業為小說家。
海老原 美月（聲優：平松晶子）
海老原美月是千波美的媽媽。她從事商業。
亞特魯・布林貝爾格（聲優：神谷浩史）
亞特魯・布林貝爾格是德國間諜，並且是蜜莉絲的孿生弟弟。
蜜莉絲・布林貝爾格（聲優：豐口惠）
蜜莉絲・布林貝爾格是德國間諜，並且是亞特魯的孿生姊姊。
君塚 麻織（聲優：稻村優奈）
在Mission-E中為TYPE-E能力者的主角。
小時後因為能力而遭到同學排擠，因此前期對於很多事物都是保持著冷淡的態度。
曾經與千波美吵架而離開「OZ」之後,對亞特魯有愛意。
其實這個角色早在CODE-E中就已經有出場，只是那時候並沒有說出名字，也只是跟千波美有幾次的相遇。
勝浦 美晴（聲優：淺川悠）
柊 登喜雄（聲優：矢尾一樹）

### CODE-EX
遠野克紀
赤松
紬

### CODE-E 遥かなる囁き
萱村澪
在CODE-E 遥かなる囁き中是主角。
古賀直弥
鍋島綾乃
峰岸沙織
鹿原輝明
直弥隔壁座位的男同學。

## 制作人員

### 第一期
- 製作：鈴木篤志、長谷川洋
- 原作：笹原楓
- 原案：榊一郎
- 監督：加藤敏幸
- 系列構成：佐藤卓哉
- 角色設計・總作畫監督：斎藤哲人
- 美術監督：伊東和宏
- 色彩設計：もちだたけし
- 撮影監督：森下成一
- 音響監督：郷田ほづみ
- 音樂：かの香織
- 相關制作組：水野政明、西本崇史
- 相關制作：メ〜テレ
- 動畫制作：スタジオディーン
- 製作：avex entertainment、Studio DEEN

### 第二期
- 原作：笹原楓
- 原案・シリーズ構成：榊一郎
- 監督：加藤敏幸
- 制片人：松田桂一、飯泉朝一
- 人物設計・總作畫監督：斎藤哲人
- 機械設計：菅沼栄治
- 美術監督：伊東和宏
- 色彩設計：もちだたけし
- 撮影監督：森下成一
- 音響監督：郷田ほづみ
- 音樂：かの香織
- 動畫制作：スタジオディーン
- 製作：avex entertainment、スタジオディーン

## 各集標題

### CODE-E（第一期）
| 電視台播放順序 | 標題（日文原文） | 標題（中文翻譯） |
| -------------- | ---------------- | ---------------- |
| 1              |                  | 像轉校生的告白   |
| 2              |                  | 科學和幸福的事   |
| 3              |                  | 電磁波研究       |
| 4              |                  | 和傻瓜間的秘密   |
| 5              |                  | 父女間憂鬱的事   |
| 6              |                  | 和巫女同學的修行 |
| 7              |                  | 外國人和初戀     |
| 8              |                  | 美男計和分岔口   |
| 9              |                  | 相親與情敵的事情 |
| 10             |                  | 失去能力的心情   |
| 11             |                  | 暑期學校的陰謀   |
| 12             |                  | 破滅與再生       |

### Mission-E（第二期）
| 電視台播放順序 | 標題（日文原文） | 標題（中文翻譯）          |
| -------------- | ---------------- | ------------------------- |
| Mission01      |                  | OL小姐誘拐大作戰！        |
| Mission02      |                  | 潛入女校大作戰！          |
| Mission03      |                  | 黃昏大作戰！              |
| Mission04      |                  | 北方大地的大作戰！        |
| Mission05      |                  | GOGO WEST大作戰！（前篇） |
| Mission06      |                  | GOGO WEST大作戰！（後篇） |
| Mission07      |                  | 沒問題吧？大作戰！        |
| Mission08      |                  | 太糟糕了，約會大作戰！    |
| Mission09      |                  | 搭檔再啟動大作戰！        |
| Mission10      |                  | 過去的因緣大作戰！        |
| Mission11      |                  | 聖誕夜大作戰！            |
| Mission12      |                  | 最後的最後的大作戰！      |

## 主題曲

### CODE-E（第一期）

#### 片頭曲

作曲、編曲：かの香織

#### 片尾曲

作詞、作曲、編曲：
歌：君塚麻織（稻村優奈）

#### 插曲

歌：

### Mission-E（第二期）

#### 片頭曲

作曲、編曲：かの香織

#### 片尾曲
『Feel so Easy ！』（出現於第一、二、九和十一話）
作詞、作曲、編曲、歌：桃井晴子
（出現於第三、七、八和十話）
作詞、作曲：桃井晴子
編曲：MISSIL CHEWEACCA
歌：
『きみからの奇跡』（最終話）
作詞、作曲、編曲：かの香織
歌：君塚麻織（稻村優奈）

## CODE-EX
於日本『月刊サンデージェネックス』原尾有美子將CODE-EX連載於此。共二卷。故事開始是第一期(CODE-E)之後的三年、連接CODE-E與Mission-E的內容、事實上,這可以說是第二部作(Mission-E是第三部)。而這個作品由斎橋由真作主角。
- 榊一郎・原尾有美子『CODE-EX』小學館〈サンデーGXコミックス〉 
  - 2008年2月19日發售、ISBN 978-4-09-157124-3
  - 2008年7月18日發售、ISBN 978-4-09-157139-7

## 外部連結
CODE-EX（漫畫版）
- （日語）MAMA GOOSE（Sunday GX版・原尾有美子個人網站）

CODE-E（電視動畫）
- （日語）avex 的介紹
- （日語）Studio DEEN  的介紹
- （日語）名古屋電視台的的介紹

Mission-E（電視動畫）
- （日語）avex 的介紹